# Luis Santonja y Crespo
Luis Santonja y Crespo (Biar, 25 d'agost de 1823 - València, 7 de maig de 1897) fou un advocat i polític valencià, a qui el rei Alfons XIII li concedí el títol de marquès de Villagracia el 1884. És pare de José María Santonja y Almella.

## Biografia
La seva família tenia grans propietats a Villena, Castalla i Camp de Mirra. El 1844 es llicencià en dret per la Universitat de València i va entrar en política seguint Leopoldo O'Donnell quan fou elegit diputat provincial de la Unió Liberal per Villena (1858 i 1860) i diputat a Corts Espanyoles el 1858 i 1863 pel districte de Saix, i el 1865 pel d'Alacant. Després de la revolució de 1868 continuà en política i fou escollit novament diputat per Alacant en els eleccions generals espanyoles de 1869 i per Monòver en les de 1871, escó al que renuncià a canvi de la plaça de senador per la província d'Alacant. Va ingressar aleshores al Partit Constitucional, i revalidà l'escó de senador l'abril de 1872.
Fou un dels impulsors de la restauració borbònica i va ingressar al Partit Conservador, del que en fou cap a les Valls del Vinalopó, i des del 1877 fou nomenat senador vitalici. Fou benefactor del pintor Joaquim Sorolla i Bastida.